# Philereme basalis
Philereme basalis là một loài bướm đêm trong họ Geometridae.